# Lista över slott och herrgårdar i Nyland
Listan visar de viktigaste slotten och herrgårdarna i landskapet Nyland i Finland.

## Slott i Nyland
Lista över slott i Nyland, Finland.
| Bild            | Namn                    | Kommun           | Byggår     |
| --------------- | ----------------------- | ---------------- | ---------- |
|                 | Borgbacken              | Borgå            | forntid    |
|                 | Borgen på Husholmen     | Borgå            | c. 1380    |
|                 | Hangöbefästningarna     | Hangö            | 1700-talet |
|                 | Junkarsborg             | Svartå, Raseborg | 1200-talet |
|                 | Landfästningen i Lovisa | Lovisa           | 1748       |
|                 | Presidentens slott      | Helsingfors      | 1814       |
|                 | Slottsberget            | Ekenäs, Raseborg | 1571       |
| Sjundby slott   | Sjundby slott           | Sjundeå          | 1500-talet |
|                 | Svartholms fästning     | Lovisa           | 1749       |
|                 | Sveaborg                | Helsingfors      | 1748       |
| Svidja slott    | Svidja slott            | Sjundeå          | 1500-talet |
| Raseborgs slott | Raseborgs slott         | Raseborg         | 1300-talet |
|                 | Wartholm                |                  | 1300-talet |

## Herrgårdar i Nyland
Lista över herrgårdar i Nyland, Finland.

### A
| Bild         | Namn             | Kommun  | Grundat    | Byggår                      | Arkitekt              |
| ------------ | ---------------- | ------- | ---------- | --------------------------- | --------------------- |
|              | Ahdenkallio gård | Hyvinge | 1906       | 1906                        | Waldemar Aspelin      |
| Alberga gård | Alberga gård     | Esbo    | 1620-talet | Nuvarande huvudbyggnad 1806 | Frans Ludvig Calonius |

### B
| Bild         | Namn         | Kommun                          | Grundat              | Byggår                           | Arkitekt       |
| ------------ | ------------ | ------------------------------- | -------------------- | -------------------------------- | -------------- |
| Backas gård  | Backas gård  | Vanda                           | 1500-talet           | Nuvarande huvudbyggnad 1818      |                |
| Bastvik gård | Bastvik gård | Esbo                            | Slutet av 1700-talet | 1800-talet                       |                |
| Billnäs gård | Billnäs gård | Pojo, Raseborg                  |                      | Nuvarande huvudbyggnad 1916-1917 | Lars Sonck     |
|              | Björkudden   | Helsingfors (före 2009 i Sibbo) |                      | 1859                             | Wilhelm Linsén |
| Bodom gård   | Bodom gård   | Esbo                            | Åtminstone 1492      | 1793                             |                |
|              | Bosgård      | Borgå                           |                      | 1800-talet                       |                |
| Botby gård   | Botby gård   | Helsingfors                     |                      | 1800-talet                       |                |
| Brandö gård  | Brändö gård  | Helsingfors                     |                      | 1810-talet                       |                |
|              | Brödtorp     | Pojo, Raseborg                  | Medeltiden           | 1700-talet                       |                |

### D
| Bild         | Namn         | Kommun      | Grundat    | Byggår                         | Arkitekt |
| ------------ | ------------ | ----------- | ---------- | ------------------------------ | -------- |
|              | Dalsvik gård | Esbo        | 1682       | 1700-talet (finns inte längre) |          |
| Degerö gård  | Degerö gård  | Helsingfors | 1600-talet | 1800-talet                     |          |
| Domarby gård | Domarby gård | Esbo        |            | 1790-talet                     |          |

### E
| Bild      | Namn      | Kommun | Grundat | Byggår               | Arkitekt |
| --------- | --------- | ------ | ------- | -------------------- | -------- |
| Esbo gård | Esbo gård | Esbo   | 1556    | slutet av 1700-talet |          |

### F
| Bild          | Namn          | Kommun         | Grundat    | Byggår                       | Arkitekt                     |
| ------------- | ------------- | -------------- | ---------- | ---------------------------- | ---------------------------- |
|               | Fagernäs gård | Lojo           | 1500-talet | 1900 (finns inte längre)     | Eliel Saarinen               |
| Fagervik gård | Fagervik gård | Ingå           | 1646       | 1773                         | Christian Friedrich Schröder |
|               | Finno gård    | Esbo           |            | 1700-talet 1952 (ny byggnad) | Runar Finnilä (1952)         |
| Fiskars gård  | Fiskars gård  | Pojo, Raseborg |            |                              |                              |
|               | Frisans       | Esbo           |            | 1700-talet                   |                              |
|               | Frugård       | Mäntsälä       | 1608       | 1805                         |                              |

### G
| Bild         | Namn            | Kommun         | Grundat    | Byggår            | Arkitekt |
| ------------ | --------------- | -------------- | ---------- | ----------------- | -------- |
|              | Gennäs          | Pojo, Raseborg | 1500-talet |                   |          |
| Gerknäs gård | Gerknäs gård    | Lojo           | 1500-talet | 1790-talet        |          |
|              | Gräsa gård      | Esbo           | 1400-talet | Finns inte längre |          |
| Gumböle gård | Gumböle gård    | Esbo           | 1500-talet | 1840-talet        |          |
| Gumtäkt gård | Gumtäkt gård    | Helsingfors    |            | 1844              |          |
|              | Gustavelund     | Tusby          |            | finns inte längre |          |
|              | Gårdskulla gård | Sjundeå        | 1840       | 1840              |          |

### H
| Bild            | Namn            | Kommun      | Grundat    | Byggår                      | Arkitekt       |
| --------------- | --------------- | ----------- | ---------- | --------------------------- | -------------- |
| Hagalund gård   | Hagalund gård   | Esbo        |            |                             |                |
| Haiko gård      | Haiko gård      | Borgå       | 1300-talet | Nuvarande huvudbyggnad 1913 | Armas Lindgren |
| Hertonäs gård   | Hertonäs gård   | Helsingfors |            | 1810-talet                  |                |
|                 | Hiiskula gård   | Vichtis     |            |                             |                |
|                 | Hitis gård      | Lojo        |            | 1700-talets slut            |                |
|                 | Hommanäs gård   | Borgå       |            |                             |                |
|                 | Hovgård         | Sjundeå     |            | finns inte längre.          |                |
|                 | Hovi gård       | Vichtis     | 1539       | nuvarande huvudbyggnad 1920 |                |
| Håkansböle gård | Håkansböle gård | Vanda       |            | 1908                        | Armas Lindgren |

### I
| Bild | Namn       | Kommun | Grundat | Byggår | Arkitekt |
| ---- | ---------- | ------ | ------- | ------ | -------- |
|      | Illby gård | Borgå  |         |        |          |

### J
| Bild        | Namn          | Kommun      | Grundat    | Byggår | Arkitekt             |
| ----------- | ------------- | ----------- | ---------- | ------ | -------------------- |
|             | Jackarby gård | Borgå       | 1500-talet | 1760   |                      |
| Jollas gård | Jollas gård   | Helsingfors | 1798       | 1919   | Malmström & Tikkanen |

### K
| Bild       | Namn          | Kommun       | Grundat    | Byggår     | Arkitekt |
| ---------- | ------------- | ------------ | ---------- | ---------- | -------- |
|            | Kehla gård    | Sjundeå      | 1683       | 1800-talet |          |
| Kiala gård | Kiala gård    | Borgå        |            | 1796       |          |
|            | Kullo gård    | Borgå        |            |            |          |
|            | Kvarnby gård  | Sjundeå      | 1815       | 1800-talet |          |
|            | Kyrkstad gård | Virkby, Lojo | 1700-talet | 1876       |          |
|            | Königstedt    | Vanda        |            | 1816       |          |

### L
| Bild         | Namn         | Kommun   | Grundat | Byggår               | Arkitekt                    |
| ------------ | ------------ | -------- | ------- | -------------------- | --------------------------- |
|              | Laxpojo gård | Lojo     | 1556    |                      | Valter Thomé och Ivar Thomé |
| Linnais gård | Linnais gård | Vanda    |         | Början av 1800-talet |                             |
|              | Luskala gård | Sammatti | 1648    |                      |                             |

### M
| Bild          | Namn          | Kommun       | Grundat    | Byggår     | Arkitekt |
| ------------- | ------------- | ------------ | ---------- | ---------- | -------- |
|               | Malmgård      | Helsingfors  |            |            |          |
| Mejlans gård  | Mejlans gård  | Helsingfors  | 1400-talet | 1800-talet |          |
| Munksnäs gård | Munksnäs gård | Helsingfors  | 1629       | 1815       |          |
|               | Myrans gård   | Sjundeå      |            |            |          |
|               | Mäntsälä gård | Nummis, Lojo | 1620       | 1820-talet |          |
|               | Mörskom gård  | Mörskom      |            |            |          |

### N
| BIld           | Namn           | Kommun      | Grundat | Byggår           | Arkitekt |
| -------------- | -------------- | ----------- | ------- | ---------------- | -------- |
| Nissbacka gård | Nissbacka gård | Vanda       |         |                  |          |
| Nordsjö gård   | Nordsjö gård   | Helsingfors |         | 1800-talet       |          |
| Numlax gård    | Numlax gård    | Nurmijärvi  |         |                  |          |
|                | Nääs           | Hyvinge     |         | 1878 (revs 2023) |          |

### O
| Bild        | Namn         | Kommun  | Grundat    | Byggår | Arkitekt         |
| ----------- | ------------ | ------- | ---------- | ------ | ---------------- |
| Oitans gård | Oitans gård  | Esbo    |            | 1916   | Heikki Kaartinen |
| Ojamo gård  | Ojamo gård   | Lojo    | 1384       | 1850   |                  |
|             | Olkkala gård | Vichtis | 1300-talet | 1845   |                  |

### P
| Bild | Namn         | Kommun  | Grundat | Byggår | Arkitekt        |
| ---- | ------------ | ------- | ------- | ------ | --------------- |
|      | Pickala gård | Sjundeå | 1590    | 1850   | A. F. Granstedt |

### R
| Bild          | Namn          | Kommun            | Grundat | Byggår     | Arkitekt |
| ------------- | ------------- | ----------------- | ------- | ---------- | -------- |
| Rastböle gård | Rastböle gård | Helsingfors       |         | 1800-talet |          |
|               | Rilax gård    | Bromarv, Raseborg | 1647    | 1803-1806  |          |
| Råskog gård   | Råskog gård   | Nurmijärvi        |         | 1848       |          |

### S
| Bild            | Namn                        | Kommun           | Grundat    | Byggår                                                                    | Arkitekt            |
| --------------- | --------------------------- | ---------------- | ---------- | ------------------------------------------------------------------------- | ------------------- |
| Sannäs gård     | Sannäs gård                 | Borgå            |            | 1836-1837                                                                 |                     |
| Sellinge gård   | Sellinge gård               | Mäntsälä         | 1606       | 1830-talet                                                                |                     |
|                 | Sjökulla gård               | Lappträsk        | 1300-talet | 1896                                                                      |                     |
|                 | Sköldvik gård               | Borgå            | 1700-talet | 1700-talet                                                                |                     |
|                 | Sökö övergård och nedergård | Esbo             |            |                                                                           |                     |
| Stansvik gård   | Stansvik gård               | Helsingfors      |            | 1803-1804                                                                 |                     |
|                 | Stensböle gård              | Borgå            | 1300-talet | 1815                                                                      |                     |
|                 | Storsarvlax                 | Pernå, Lovisa    |            | 1683                                                                      |                     |
|                 | Stortötar gård              | Lojo             |            | 1846                                                                      | K. J. E. Gustafsson |
| Ströms gård     | Ströms gård                 | Helsingfors      | 1793       | 1910                                                                      |                     |
| Svartå slott    | Svartå slott                | Svartå, Raseborg |            | 1783-1792                                                                 |                     |
| Söderkulla gård | Söderkulla gård             | Sibbo            | 1557       | 1908                                                                      |                     |
| Söderskog       | Söderskog                   | Esbo             | 1500-talet | gamla huvudbyggnad är från 1600-talet nya huvudbyggnad är från 1800-talet |                     |

### T
| Bild                   | Namn               | Kommun        | Grundat    | Byggår                                                               | Arkitekt                         |
| ---------------------- | ------------------ | ------------- | ---------- | -------------------------------------------------------------------- | -------------------------------- |
| Tali gård              | Tali gård          | Helsingfors   |            | 1820-talet                                                           |                                  |
|                        | Tavastkulla gård   | Vanda         |            | 1820-talet                                                           | C. L. Engel                      |
| Tervik gårds sal       | Tervik gård        | Pernå, Lovisa | 1636       |                                                                      |                                  |
| Tjusterby herrgård     | Tjusterby herrgård | Lovisa        | 1400-talet |                                                                      |                                  |
| Tjusterby gård brinner | Tjusterby gård     | Sjundeå       |            | gamla huvudbyggnaden 1800-talet (brann 2011) nya huvudbyggnaden 2011 | C.L Engel (gamla huvudbyggnaden) |
| Träskända gård         | Träskända gård     | Esbo          | 1700-talet |                                                                      |                                  |
|                        | Nyby gård          | Sjundeå       | 1500-talet | 1900                                                                 |                                  |

### V
| Bild          | Namn          | Kommun            | Grundat      | Byggår     | Arkitekt   |
| ------------- | ------------- | ----------------- | ------------ | ---------- | ---------- |
| Vik gård      | Vik gård      | Helsingfors       |              |            |            |
|               | Viksberg gård | Borgå             |              |            |            |
|               | Villa Billnäs | Billnäs, Raseborg |              | 1916-1917  | Lars Sonck |
|               | Vols gård     | Lojo              | Omkring 1630 | 1700-talet |            |
| Västerby gård | Västerby gård | Sjundeå           |              | 1900-talet |            |

### W
| Bild | Namn             | Kommun    | Grundat    | Byggår               | Arkitekt |
| ---- | ---------------- | --------- | ---------- | -------------------- | -------- |
|      | Wanberg gård     | Lojo      | 1600-talet | 1700-talet           |          |
|      | Westerkulla gård | Vanda     |            | 1820-talet           |          |
|      | Wohls gård       | Kyrkslätt | 1624       | Början av 1800-talet |          |

### Å
| Bild | Namn        | Kommun | Grundat | Byggår     | Arkitekt |
| ---- | ----------- | ------ | ------- | ---------- | -------- |
|      | Åminne gård | Esbo   |         | 1800-talet |          |

### Ö
| Bild             | Namn             | Kommun                         | Grundat              | Byggår | Arkitekt       |
| ---------------- | ---------------- | ------------------------------ | -------------------- | ------ | -------------- |
| Östersundom gård | Östersundom gård | Helsingfors (tidigare i Sibbo) | början av 1600-talet | 1878   | Theodor Decker |